# Marina Yudanov
Marina Yudanov (* 18. Oktober 1989) ist eine ehemalige schwedische Tennisspielerin.

## Karriere
Yudanov spielte vorrangig auf Turnieren der ITF Women’s World Tennis Tour; sie gewann jeweils zwei Einzel- und Doppeltitel.
Sie spielte ihr erstes Profiturnier im Mai 2005. Ein Jahr später im Mai 2006 bestritt sie ihr vorerst letztes Turnier und begann ein Ingenieursstudium. Anschließend arbeitete sie als Ingenieurin bei Volvo.
Im April 2014 spielte sie zwei Turniere in Scharm asch-Schaich. Auch 2016 spielte sie nur wenige Turniere zwischen Mai und August.
Seit Mai 2017 spielte sie komplett auf der ITF-Tour.

## Turniersiege

### Einzel
| Nr. | Datum         | Turnier | Kategorie   | Belag | Finalgegnerin       | Ergebnis |
| --- | ------------- | ------- | ----------- | ----- | ------------------- | -------- |
| 1.  | 30. Juni 2018 | Alkmaar | ITF $15.000 | Sand  | Greet Minnen        | 6:0, 6:2 |
| 2.  | 19. Mai 2019  | Varberg | ITF $15.000 | Sand  | Jekaterina Makarowa | 6:3, 7:5 |

### Doppel
| Nr. | Datum         | Turnier  | Kategorie   | Belag | Partnerin      | Finalgegnerinnen                  | Ergebnis  |
| --- | ------------- | -------- | ----------- | ----- | -------------- | --------------------------------- | --------- |
| 1.  | 20. Mai 2018  | Göteborg | ITF $15.000 | Sand  | Anna Popescu   | Joana Eidukonytė Daria Kuczer     | 6:4, 6:2  |
| 2.  | 30. Juni 2018 | Alkmaar  | ITF $15.000 | Sand  | Annick Melgers | Franziska Kommer Linda Puppendahl | 7:66, 6:4 |